# Lista de prêmios e indicações recebidos por Juliette
A lista abaixo apresenta os prêmios e indicações recebidos por Juliette.

## BreakTudo Awards
| Ano  | Categoria                 | Recipiente(s) | Resultado | Ref.  |
| ---- | ------------------------- | ------------- | --------- | ----- |
| 2021 | Personalidade da Internet | Ela mesma     | Venceu    | [ 1 ] |
| 2021 | Melhor Reality Star       | Ela mesma     | Venceu    | [ 1 ] |
| 2021 | Melhor Fandom Nacional    | Cactos        | Venceu    | [ 1 ] |
| 2023 | Clipe Nacional            | Sai da Frente | Venceu    |       |

## Flame Roem World Awards
| Ano  | Categoria                    | Recipiente(s)      | Resultado | Ref.  |
| ---- | ---------------------------- | ------------------ | --------- | ----- |
| 2021 | Participante de Reality 2021 | Ela mesma          | Venceu    | [ 2 ] |
| 2021 | Shipp de 2021                | Ela mesma e Anitta | Venceu    | [ 2 ] |

## Melhores do Ano
| Ano  | Categoria             | Recipiente(s) | Resultado | Ref.  |
| ---- | --------------------- | ------------- | --------- | ----- |
| 2021 | Personalidade Digital | Ela mesma     | Venceu    | [ 3 ] |

## Melhores do Ano RD1
| Ano  | Categoria        | Recipiente(s) | Resultado | Ref.  |
| ---- | ---------------- | ------------- | --------- | ----- |
| 2021 | Revelação do Ano | Ela mesma     | Venceu    | [ 4 ] |

## Melhores do Ano NaTelinha
| Ano  | Categoria        | Recipiente(s) | Resultado | Ref.  |
| ---- | ---------------- | ------------- | --------- | ----- |
| 2021 | Revelação do Ano | Ela mesma     | Venceu    | [ 5 ] |

## MPM Awards
| Ano  | Categoria       | Recipiente(s)      | Resultado | Ref.  |
| ---- | --------------- | ------------------ | --------- | ----- |
| 2021 | EP do Ano       | Juliette           | Venceu    | [ 6 ] |
| 2021 | Clipe do Ano    | "Diferença Mara"   | Venceu    | [ 6 ] |
| 2021 | Melhor Fandom   | Cactos             | Venceu    | [ 6 ] |
| 2021 | Música Chiclete | "Vixe que Gostoso" | Indicada  | [ 6 ] |

## MTV Millennial Awards Brasil
| Ano  | Categoria           | Recipiente(s) | Resultado | Ref.  |
| ---- | ------------------- | ------------- | --------- | ----- |
| 2021 | Ícone MIAW          | Ela mesma     | Venceu    | [ 7 ] |
| 2021 | Realeza do Reality  | Ela mesma     | Venceu    | [ 7 ] |
| 2021 | Fandom Real Oficial | Cactos        | Indicada  | [ 7 ] |
| 2022 | Fandom Real Oficial | Cactos        | Indicada  | [ 8 ] |

## Nickelodeon

### Kids' Choice Awards
| Ano  | Categoria                | Recipiente(s) | Resultado | Ref.  |
| ---- | ------------------------ | ------------- | --------- | ----- |
| 2022 | Influenciador Brasileiro | Ela mesma     | Venceu    | [ 9 ] |

### Meus Prêmios Nick
| Ano  | Categoria       | Recipiente(s) | Resultado | Ref.   |
| ---- | --------------- | ------------- | --------- | ------ |
| 2021 | Criadora Genial | Ela mesma     | Venceu    | [ 10 ] |
| 2021 | Ícone Fashion   | Ela mesma     | Indicada  | [ 10 ] |
| 2021 | Fandom do Ano   | Cactos        | Indicada  | [ 10 ] |

## People’s Choices Awards
| Ano  | Categoria                     | Recipiente(s) | Resultado | Ref.   |
| ---- | ----------------------------- | ------------- | --------- | ------ |
| 2021 | Influenciador do Ano (Brasil) | Ela mesma     | Venceu    | [ 11 ] |

## Prêmio Área VIP
| Ano  | Categoria                           | Recipiente(s) | Resultado | Ref.   |
| ---- | ----------------------------------- | ------------- | --------- | ------ |
| 2021 | Melhor Participante de Reality Show | Ela mesma     | Venceu    | [ 12 ] |
| 2021 | Revelação do Ano                    | Ela mesma     | Venceu    | [ 12 ] |
| 2021 | VIP do Ano                          | Ela mesma     | Venceu    | [ 12 ] |

## Prêmio Contigo!
| Ano  | Categoria         | Recipiente(s) | Resultado | Ref.   |
| ---- | ----------------- | ------------- | --------- | ------ |
| 2021 | Revelação Musical | Ela mesma     | Venceu    | [ 13 ] |
| 2021 | Influenciador     | Ela mesma     | Venceu    | [ 13 ] |

## Prêmio F5
| Ano  | Categoria               | Recipiente(s) | Resultado | Ref.   |
| ---- | ----------------------- | ------------- | --------- | ------ |
| 2021 | Melhor Influenciador(a) | Ela mesma     | Indicada  | [ 14 ] |

## Prêmio Geração Glamour
| Ano  | Categoria     | Recipiente(s) | Resultado | Ref.   |
| ---- | ------------- | ------------- | --------- | ------ |
| 2021 | Mulher do Ano | Ela mesma     | Venceu    | [ 15 ] |

## Prêmio Glow - Melhores do Ano
| Ano  | Categoria               | Recipiente(s) | Resultado | Ref.   |
| ---- | ----------------------- | ------------- | --------- | ------ |
| 2021 | Celebridade Glow do Ano | Ela mesma     | Venceu    | [ 16 ] |

## Prêmio iBest
| Ano  | Categoria                           | Recipiente(s)      | Resultado | Ref.   |
| ---- | ----------------------------------- | ------------------ | --------- | ------ |
| 2021 | Personalidade do Ano                | Ela mesma          | Venceu 2× | [ 17 ] |
| 2021 | Instagrammer do Ano                 | Ela mesma          | Venceu    | [ 17 ] |
| 2021 | Personalidade Revelação             | Ela mesma          | Venceu 2× | [ 17 ] |
| 2021 | Personalidade do Ano (Voto popular) | Ela mesma          | Indicada  | [ 17 ] |
| 2022 | Beleza                              | Ela mesma          | Venceu    | [ 18 ] |
| 2022 | Instagrammer do Ano                 | Ela mesma          | Venceu    | [ 18 ] |
| 2022 | Influenciador Twitter               | Ela mesma          | TOP3      | [ 18 ] |
| 2022 | Personalidade do Ano                | Ela mesma          | TOP3      | [ 18 ] |
| 2022 | Tiktoker do Ano                     | Ela mesma          | TOP3      | [ 18 ] |
| 2022 | Fandom de Música                    | Cactos da Juliette | Venceu    | [ 18 ] |
| 2022 | Fandom Brasil                       | Cactos da Juliette | Venceu    | [ 18 ] |
| 2023 | Beleza                              | Ela mesma          | TOP3      | [ 19 ] |
| 2023 | Influenciadora Paraíba              | Ela mesma          | Venceu    | [ 19 ] |
| 2023 | Fandom de Música                    | Cactos da Juliette | TOP3      | [ 19 ] |

## Prêmio Jovem Brasileiro
| Ano  | Categoria                   | Recipiente(s)                      | Resultado | Ref.   |
| ---- | --------------------------- | ---------------------------------- | --------- | ------ |
| 2021 | Eu Shippo                   | Carliette (Carla Diaz e ela mesma) | Indicada  | [ 20 ] |
| 2021 | Fandom                      | Cactos                             | Indicada  | [ 20 ] |
| 2021 | Influencer Make             | Ela mesma                          | Indicada  | [ 20 ] |
| 2021 | Melhor Participante Reality | Ela mesma                          | Venceu    | [ 20 ] |
| 2021 | Rainha do Insta             | Ela mesma                          | Venceu    | [ 20 ] |
| 2021 | Revelação Digital           | Ela mesma                          | Indicada  | [ 20 ] |
| 2021 | Melhor Programa             | Você Nunca Esteve Sozinha          | Venceu    | [ 20 ] |

## Prêmio Men of the Year Brasil
| Ano  | Categoria     | Recipiente(s) | Resultado | Ref.   |
| ---- | ------------- | ------------- | --------- | ------ |
| 2021 | Mulher do Ano | Ela mesma     | Venceu    | [ 21 ] |

## Prêmio Notícias da TV
| Ano  | Categoria       | Recipiente(s) | Resultado | Ref.   |
| ---- | --------------- | ------------- | --------- | ------ |
| 2021 | Revelação da TV | Ela mesma     | Venceu    | [ 22 ] |

## Prêmio POP Mais
| Ano  | Categoria                   | Recipiente(s) | Resultado | Ref.   |
| ---- | --------------------------- | ------------- | --------- | ------ |
| 2021 | Melhor Fandom               | Cactos        | Venceu    | [ 23 ] |
| 2021 | Artista Revelação Feminina  | Ela mesma     | Venceu    | [ 23 ] |
| 2021 | Top Social                  | Ela mesma     | Venceu    | [ 23 ] |
| 2021 | Melhor Participante Reality | Ela mesma     | Indicada  | [ 23 ] |
| 2021 | Influencer                  | Ela mesma     | Venceu    | [ 23 ] |

## Prêmio TodaTeen
| Ano  | Categoria        | Recipiente(s) | Resultado | Ref.   |
| ---- | ---------------- | ------------- | --------- | ------ |
| 2021 | Melhor Fandom    | Cactos        | Indicada  | [ 24 ] |
| 2021 | Revelação do Ano | Ela mesma     | Venceu    | [ 24 ] |

## Prêmio Tudo Information
| Ano  | Categoria               | Recipiente(s) | Resultado | Ref.   |
| ---- | ----------------------- | ------------- | --------- | ------ |
| 2021 | Estrela de Reality Show | Ela mesma     | Venceu    | [ 25 ] |

## Rede BBB
| Ano  | Categoria    | Recipiente(s)        | Resultado | Ref.   |
| ---- | ------------ | -------------------- | --------- | ------ |
| 2021 | Melhor React | Ela mesma            | Venceu    | [ 26 ] |
| 2021 | Shippados    | Ela mesma e Rodolffo | Venceu    | [ 26 ] |

## SEC Awards
| Ano  | Categoria                           | Recipiente(s) | Resultado | Ref.   |
| ---- | ----------------------------------- | ------------- | --------- | ------ |
| 2021 | Melhor Participante de Reality Show | Ela mesma     | Venceu    | [ 27 ] |

## Troféu Internet
| Ano  | Categoria | Recipiente(s) | Resultado | Ref.   |
| ---- | --------- | ------------- | --------- | ------ |
| 2022 | Revelação | Ela mesma     | Pendente  | [ 28 ] |

## Troféu Que História É Essa, Porchat?
| Ano  | Categoria                   | Recipiente(s) | Resultado | Ref.   |
| ---- | --------------------------- | ------------- | --------- | ------ |
| 2021 | História Mais Surpreendente | Ela mesma     | Venceu    | [ 29 ] |